# Henri Box
Henri Box (Emmerik, 1797 - Pau, 1872) was een Nederlands journalist. Hij was een tijdgenoot van de staatsman Thorbecke, die hij vele jaren publicitair ten dienste stond.
Historische bronnen typeren hem als een raadselachtige figuur en intrigant, die tal van dubbelrollen bekleedde, waarvan velen, waaronder ook Thorbecke, vermoedelijk geen idee hadden. 

## Afkomst en opleiding
Box liet zichzelf aanduiden als “mr. Henri Box” en stond als rechtenstudent van 1826 tot 1835 vermeld in de Leidse studentenalmanak. Of hij werkelijk gestudeerd heeft is nooit duidelijk geworden.

## Journal de la Haye
In oktober 1830 was in de residentie het Journal de la Haye opgericht om voor een internationaal publiek (dus in het Frans) het standpunt van de regering te propageren. De uitgave werd gefinancierd uit een geheim fonds, dat Koning Willem I der Nederlanden persoonlijk ter beschikking stelde aan de minister van Justitie.  
Op laatstgenoemd departement was Box als “Manus van alles” werkzaam in de rang van referendaris. Omdat het aanvankelijk niet lukte om een bekwame hoofdredacteur te vinden kwamen de ministers van Justitie Cornelis Felix van Maanen en van Binnenlandse. Hendrik Jacob van Doorn van Westcapelle op het idee om daarvoor de gezaghebbende hoogleraar Thorbecke te vragen. Thorbecke was weliswaar geïnteresseerd en vereerd, maar zag er na rijp beraad niettemin van af vanwege het schuren met zijn overige rollen in de maatschappij.
Een en ander mondde er in 1832 in uit dat de “lenige Manus van Alles” bij uitstek Henri Box werd belast met de eindverantwoordelijkheid voor het versluierde diplomatieke regeringsorgaan “Le Journal de la Haye”. In die positie was Box Thorbecke op zijn weg naar de herziening van de Grondwet op allerlei manieren tot steun, onder meer door het goed getimed anoniem publiceren van diens politieke essays. Of wel door  politieke intriges te arrangeren waarop Thorbecke vervolgens met zijn superieure inzicht in de krant kon reageren. Zo nodig schroomde Box daarbij geenszins om “buiten de lijntjes te kleuren”. De intellectueel Thorbecke kon de steun van de straatvechter Box meestal vanwege zijn effectiviteit waarderen. Vrienden werden ze echter niet.
Bij het aantreden in 1842 van Floris Adriaan van Hall (politicus) als minister van Justitie kwam de verwijdering tot een climax. Met zijn focus op het centrum van de macht bleek Box onder het nieuwe bewind lenig genoeg om zes anonieme “Staatkundige Brieven tegen Thorbecke" te publiceren. Na de aanvaarding van de Grondwetherziening in 1848 maakt minister Dirk Donker Curtius bekend dat het “Journal de la Haye” was opgehouden te bestaan.

## Laatste levensloop
Na de afsluiting van zijn veelbewogen deelname aan het politieke proces van de Grondwetsherziening van 1848 emigreerde Box naar het Zuid-Franse Pau. Van daaruit bleef hij journalistiek actief, onder meer in retrospectie met zijn Haagse periode. 